# Aleksandr Bestużew
Aleksandr Aleksandrowicz Bestużew, Александр Александрович Бестужев, pseud. Марлинский, Marlinski (ur. 23 października?/3 listopada 1797 w Petersburgu, zm. 7 czerwca?/19 czerwca 1837) – rosyjski prozaik, poeta, krytyk literacki doby romantyzmu, dekabrysta.

## Życiorys
Urodził się w Petersburgu w rodzinie szlacheckiej. Od 1806 pobierał nauki w szkole wojskowej. W 1819 został oficerem pułku dragonów. W latach 1823–1825 wraz z Konradem Rylejewem rozpoczął wydawanie almanachu literackiego „Polarnaja Zwiezda”. W latach 20. napisał powieści Roman i Olga i Turniej rewelski, które zainicjowały rozwój prozy romantycznej na gruncie rosyjskim.
Nastrojom buntu dał wyraz w napisanych wraz z Rylejewem Pieśniach agitacyjnych.
W 1823 został przyjęty do spisku dekabrystów jako członek Towarzystwa Północnego. Bestużew rozpoczął powstanie dekabrystów, wyprowadzając 26 grudnia 1825 pułk moskiewski na Plac Senacki. Po fiasku przedsięwzięcia sam oddał się do dyspozycji cara Mikołaja I w Pałacu Zimowym. Znajdując się w areszcie, napisał dla cara elaborat, będący wnikliwą analizą sytuacji społeczno-politycznej w Rosji. Zapewne to wpłynęło na łaskawość cara, który skazał go tylko na 20 lat katorgi na Syberii. Do 1829 znajdował się w Jakucku i w tym samym roku został wcielony karnie do armii rosyjskiej jako szeregowiec. Brał udział w tłumieniu powstania kaukaskich górali w Czeczenii.
Na wieść o wybuchu w powstania listopadowego nie krył wzburzenia. Pisał do matki: „Byłem niezmiernie zasmucony i oburzony wiadomością o zdradzie warszawskiej. Jaka szkoda, że nie uda mi się wymienić kul (...) z panami dobrodziejami. (...) Krew ich zaleje, ale czy na zawsze? Daj Boże”. W 1831 Adam Mickiewicz uczynił go adresatem swojego wiersza „Do przyjaciół Moskali”:
Ta ręka, którą do mnie Bestużew wyciągnął (...). Dziś w minach ryje, skuta obok polskiej dłoni (...)
W 1836 car przywrócił mu stopień oficerski.
Wtedy też powstały jego najważniejsze dzieła. Śledztwo (1830), Porucznik Białłozor (1831), Ammałat Bek (1832), Mułła-Nur (1836).
Zginął zabity przez powstańców czeczeńskich w 1837. Ciała nigdy nie znaleziono.